# Per Jacobsen
Per Anders Jacobsen, född 30 december 1977 i Arvika, är en svensk friidrottare (hinderlöpare) tävlande för IF Göta.
Vid VM i Berlin 2009 deltog han på 3 000 meter hinder men blev utslagen i försöken.
Han belönades år 2010 med Stora grabbars och tjejers märke nummer 505.
Jacobsen avslutade sin elitkarriär hösten 2010.

## Personliga rekord
| Utomhus - 1 500 meter – 3:45,58 (Göteborg 14 juni 2005) - 1 500 meter – 3:48,18 (Sollentuna 25 juni 2009) - 3 000 meter – 8:07,32 (Malmö 16 augusti 2005) - 3 000 meter – 8:19,69 (Prag, Tjeckien 18 juni 2006) - 5 000 meter – 13:58,24 (Ninove, Belgien 9 augusti 2008) - 5 000 meter – 13:58,24 (Ninove, Belgien 10 augusti 2008) - 10 000 meter – 30:12,20 (Antalya, Turkiet 15 april 2006) - 10 km landsväg – 30:31 (Karlstad 26 maj 2001) - 1 500 meter hinder – 4:06,58 (Karlstad 23 augusti 2000) - 2 000 meter hinder – 5:38,25 (Göteborg 3 augusti 2000) - 3 000 meter hinder – 8:30,86 (Sollentuna 28 juni 2005) | Inomhus - 1 500 meter – 3:50,78 (Malmö 17 februari 2002) - 1 500 meter – 3:52,34 (Eskilstuna 11 februari 2006) - 3 000 meter – 8:13,91 (Sätra 25 februari 2006) - 3 000 meter – 8:16,24 (Sätra 1 mars 2003) - 5 000 meter – 14:19,29 (Stockholm 2 februari 2006) - 3 000 meter hinder – 8:45,73 (Korsholm, Finland 9 februari 2002) |